# Bublica
Bublica (izvirno srbsko Бублица) je naselje v Srbiji, ki upravno spada pod Občino Prokuplje; slednja pa je del Topliškega upravnega okraja.

## Demografija
V naselju, katerega izvirno (srbsko-cirilično) ime je Бублица, živi 197 polnoletnih prebivalcev, pri čemer je njihova povprečna starost 63,0 let (60,1 pri moških in 65,7 pri ženskah). Naselje ima 103 gospodinjstev, pri čemer je povprečno število članov na gospodinjstvo 1,96.
To naselje je, glede na rezultate popisa iz leta 2002, večinoma srbsko, a v času zadnjih treh popisov je opazno zmanjšanje števila prebivalcev.
|  |

| Demografija | Demografija     | Demografija     |
| Leto        | Št. prebivalcev | Št. prebivalcev |
| ----------- | --------------- | --------------- |
|             |                 |                 |
|             |                 |                 |
|             |                 |                 |
|             |                 |                 |
| 1948        | 1144            |                 |
| 1953        | 1147            |                 |
| 1961        | 891             |                 |
| 1971        | 555             |                 |
| 1981        | 424             |                 |
| 1991        | 276             | 276             |
| 2002        | 203             | 202             |
|             |                 |                 |

| Etnična sestava po popisu iz leta 2002 | Etnična sestava po popisu iz leta 2002 | Etnična sestava po popisu iz leta 2002 | Etnična sestava po popisu iz leta 2002 | Etnična sestava po popisu iz leta 2002 |
| -------------------------------------- | -------------------------------------- | -------------------------------------- | -------------------------------------- | -------------------------------------- |
| Srbi                                   | Srbi                                   |                                        | 187                                    | 92,57%                                 |
| Romi                                   | Romi                                   |                                        | 15                                     | 7,42%                                  |
| Neznano                                | Neznano                                |                                        | 0                                      | 0,0%                                   |